# Resultados do Carnaval de Pelotas em 2003
Resultados do Carnaval de Pelotas em 2003. A campeã do grupo especial foi a escola Unidos do Fragata com o enredo; Pelotas doce Princesa do Sul.

## Escolas de samba
| Grupo Especial  | Grupo Especial           | Grupo Especial   | Grupo Especial |
| Colocação       | Escola                   | Pontos           | Ref.           |
| --------------- | ------------------------ | ---------------- | -------------- |
| 1º              | Unidos do Fragata        | 178,5            | [ 4 ]          |
| 2º              | General Telles           | 174,5            | [ 4 ]          |
| 3º              | Imperadores da Guabiroba | 169,5            | [ 4 ]          |
| 4º              | Acadêmicos da Saúde      | 163              | [ 4 ]          |
| 5º              | Rosa Imperial            | 163              | [ 4 ]          |
| 6º              | Academia do Samba        | 162,5            | [ 4 ]          |
| Grupo de acesso |                          |                  |                |
| Colocação       | Escola                   | Pontos           | Ref.           |
| 1º              | Imperatriz da Zona Norte | 177              | [ 5 ]          |
| *               | Arautos da Baronesa      | Desclassificadas | [ 6 ]          |
| *               | Estácio de Sá            | Desclassificadas | [ 6 ]          |
| *               | Ramiro Barcellos         | Desclassificadas | [ 6 ]          |

## Escolas mirins
| Colocação | Escola               | Pontos          | Ref.        |
| --------- | -------------------- | --------------- | ----------- |
| 1º        | Mocidade do Obelisco | 179             | [ 7 ]       |
| 2º        | Explosão do Futuro   | 178,5           | [ 7 ] [ 6 ] |
| 3º        | Acadêmicos da Lagoa  | 163,5           | [ 7 ] [ 6 ] |
| *         | Ramirinho            | Desclassificada | [ 6 ]       |

## Blocos burlescos
| Colocação | Entidade           | Pontos | Ref   |
| --------- | ------------------ | ------ | ----- |
| 1º        | Bruxa da Várzea    | 49     | [ 8 ] |
| 2º        | Gaviões do Pestano | *      | [ 8 ] |
| 3º        | Mafa do Colono     | *      | [ 8 ] |

## Blocos infantis
| Colocação | Entidade         | Pontos | Ref   |
| --------- | ---------------- | ------ | ----- |
| 1º        | Mickey           | 49,5   | [ 6 ] |
| 2º        | Alegria e Samba, | *      | [ 6 ] |

## Bandas
| Colocação | Entidade                | Pontos | Ref   |
| --------- | ----------------------- | ------ | ----- |
| 1º        | Dona da Noite           | 40     | [ 9 ] |
| 2º        | Ki-Bandaço              | 39     | [ 9 ] |
| 3º        | Entre a Cruz e a Espada | 38,5   | [ 9 ] |
| 4º        | Ki-Folia                | 38,5   | [ 6 ] |
| 5º        | Banda Laranja           | 38     | [ 6 ] |
| 6º        | Gaviões do Pestano      | *      | [ 6 ] |
| 7º        | Mafa do Colono          | *      | [ 6 ] |